# Гусиное (озеро, район Магжана Жумабаева)
Гусиное (каз. Гусиное) — озеро в районе Магжана Жумабаева Северо-Казахстанской области Казахстана. Находится к западу от села Октябрьское.
По данным топографической съёмки 1940-х годов, площадь поверхности озера составляет 1,03 км². Наибольшая длина озера — 1,2 км, наибольшая ширина — 1,1 км. Длина береговой линии составляет 3,9 км, развитие береговой линии — 1,06. Озеро расположено на высоте 129 м над уровнем моря.
По данным обследования 1957 года, площадь поверхности озера составляет 1,5 км². Максимальная глубина — 1,87 м, объём водной массы — 1,3 млн. м³, общая площадь водосбора — 38,3 км².